# Ljusne AIK
Ljusne AIK är en idrottsförening i Ljusne, Söderhamn- sedan slutet av 1990-talet en alliansförening. I fotboll spelade klubben 15 säsonger i Sveriges näst högsta division, då första säsongen var 1933/34 och senast säsongen 1956/1957. Klubben vann även Norrländska mästerskapet i fotboll 1947. Hemmamatcherna spelas på Ljusneborg som ligger i Ljusne
Klubben har länge spelat i division 5, men 2006 tog man sig upp i fyran och man var obesegrade i samtliga matcher. Kända profiler är: Torbjörn Jonsson, Ivan Levoshko, Olle Myhrman, George Bcheri, Börje Forsman, Stefan ”Bagarn”  Bergenholtz och Glenn Nilsson.
Klubben bedriver även ishockey, skidor och orientering